# Glenea grisea
Glenea grisea är en skalbaggsart som beskrevs av Thomson 1860. Glenea grisea ingår i släktet Glenea och familjen långhorningar. Inga underarter finns listade i Catalogue of Life.